# Астерикс на Олимпийските игри (филм)
„Астерикс на Олимпийските игри“ (на френски: Astérix aux Jeux olympiques) е третият игрален филм, копродукция на Франция, Германия, Испания, Италия и Белгия за френския комиксов герой Астерикс и другаря му Обеликс. Той е направен по комикс със същото заглавие.

## Сюжет
Филмът разказва как няколко гали отиват в Гърция, за да участват в олимпийските игри. В игрите участва и Брут, син на Цезар (в ролята Ален Делон), който иска да спечели сърцето на принцеса Ирина.

## Премиера
Филмът е заснет през 2007 г. в чест на олимпиадата в Пекин, а премиерата му е на 30 януари 2008 г. в Париж. Режисьор на филма е Фредерик Форестие.

## Актьорски състав
Участват френските филмови звезди Ален Делон и Жерар Депардийо, както и световни спортни знаменитости като Зинедин Зидан, Тони Паркър, Михаел Шумахер, Жан Тод и Амели Моресмо.